# ドイツ・ポーランド不可侵条約
ドイツ・ポーランド不可侵条約（ドイツ・ポーランドふかしんじょうやく、独: Deutsch-polnischer Nichtangriffspakt、波: Polsko-niemiecki pakt o nieagresji）は、1934年1月26日に、ドイツとポーランドとの間に結ばれた国際条約である。

## 内容
この条約の中でドイツとポーランドの両国は、以後10年間にわたって、諸問題を両国の交渉によって解決し、武力を用いないことを誓約している。この条約は、ポーランドとドイツの関係正常化に効果があった。それまで両国は、ヴェルサイユ条約が定めた国境線が元で領土問題を抱えており、互いに緊張関係にあった。ドイツ・ポーランド不可侵条約によって、ドイツはポーランドの国境線を正式に承認することになり、それまでの10年間両国の経済に損害を与えていた関税戦争に終止符が打たれることになった。
ポーランドの指導者であったユゼフ・ピウスツキはアドルフ・ヒトラーの台頭とそれに伴うドイツの孤立化は、ポーランドがドイツの侵略や列強間の交渉（とくに四カ国協定）の最初の犠牲者になるリスクを軽減する好機と考えた。ドイツの新しい支配者達はプロイセン王国伝統の反ポーランド志向からは距離を置いていたので、ピウスツキは、このドイツの新首相はグスタフ・シュトレーゼマンまでさかのぼる過去の首相達ほどには危険ではないとみなし、むしろソビエト連邦をドイツよりも深刻な脅威と考えた。ピウスツキはナチス・ドイツに対抗する共通戦線にソビエト連邦を取り込もうとするフランスとチェコスロバキアの動きには反対した。
ドイツ・ポーランド不可侵条約の条文では、ポーランド側は、フランス・ポーランド軍事同盟など、以前に交わされた国際条約を無効にしないことが謳われた。しかしこの条約は、ドイツ・ポーランド間の紛争は緩和した一方、ドイツに対するフランスの外交的立場を弱めることになってしまった。ピウスツキは当初フランスに対し、ナチス・ドイツに対する予防戦争を行うよう働きかけたが、フランスはピウスツキのこの提案に無関心だった。このような状況では、ポーランドはドイツとの親善を図るしかなかった。ポーランドとその西方の隣国との関係が不穏であるという恐れを緩和するという目的を必要とした。このため1934年5月5日、ポーランドは1932年7月25日に結ばれていたポーランド・ソ連不可侵条約を更新した。
結果としてポーランドは以後5年間にわたって、フランスやイギリスとの友好関係を維持しながらドイツとの友好関係を維持することができたが、他方この状況によって、崩壊してゆく国際連盟の活動にあまり気を配らなくなり、1930年代初頭にフランスが提案していた総合的な安全保障計画に対しても無関心となってしまった。
ポーランドの状況は1935年にピウスツキが死を迎えたことを契機に変わっていく。1938年後半になるとドイツの政策は大きく転換した。ドイツがチェコスロバキアのズデーテン地方を併合したことで、ヒトラーの次の目標がチェコスロバキアとポーランドであることが明白となった。1938年10月、ナチス・ドイツ外相ヨアヒム・フォン・リッベントロップは、ダンチヒ自由市のドイツ編入、ポモージェ地方を通って東プロイセンとドイツ本土を結ぶ道路と鉄道の敷設、という2つにポーランドが同意することを条件（ポーランド回廊提案）に、ドイツ・ポーランド不可侵条約を継続することを提案した。ポーランドはドイツの提案を拒絶した。そのため、1939年4月28日、ヒトラーはドイツ帝国議会で演説し、ドイツ・ポーランド不可侵条約を一方的に破棄して、ポーランドに対する新たな領土要求を突きつけた。その後の数か月間にわたる緊張状態ののち、1939年9月1日にドイツはポーランドを侵攻し、これが第二次世界大戦の発端となった。

## 参照
- en:Piotr Stefan Wandycz著, The twilight of French eastern alliances. 1926-1936. French-Czecho-Slovak-Polish relations from Locarno to the remilitarization of the Rheinland., Princeton University Press, 1988 (republished in 2001). ISBN 1-59740-055-6